# Pimchanok Luevisadpaibul
Pimchanok Luevisadpaibul (tiếng Thái: พิมพ์ชนก ลือวิเศษไพบูลย์, sinh ngày 30 tháng 9 năm 1992), thường được biết đến với nghệ danh Baifern (ใบเฟิร์น), là một nữ diễn viên kiêm người mẫu người Thái gốc Hoa.
Cô nổi tiếng qua vai diễn Nam khi đóng cặp với nam diễn viên Mario Maurer trong bộ phim First Love. Bên cạnh đó, cô còn tham gia diễn xuất trong các bộ phim điện ảnh gồm Love Summer, Suddenly It's Magic, Cat A Wabb, Friend Zone, cùng các vai diễn trong những bộ phim truyền hình Lhong Fai và Chiếc lá cuốn bay. Cô tốt nghiệp trường Đại học Srinakharinwirot vào năm 2015.

## Tiểu sử
Baifern sinh ngày 30 tháng 9 năm 1992 tại bệnh viện Vajira, Băng Cốc, Thái Lan. Cô là con cả trong một gia đình người Triều Châu. Họ của cô, Luevisadpaibul, bắt nguồn từ họ Lữ (呂)  trong tiếng Trung Quốc. Cha của cô làm kinh doanh xuất khẩu, mẹ là một nhân viên xã hội. Cô có một em trai. Khi còn nhỏ, cô học thể dục nhịp điệu và từng nhiều lần tranh huy chương đồng đội. Khi Baifern học lớp 6, cô được phát hiện bởi một đội  tìm kiếm diễn viên nhí tại sân tập. Vì vậy, cô đã quay quảng cáo cho một nhãn hiệu giày học sinh và bắt đầu bước chân vào làng giải trí lần đầu tiên.
Baifern hoàn thành chương trình giáo dục tiểu học tại Trường Meen Prasat Wittaya và Trường Thep Aksorn. Tốt nghiệp trung học tại trường Nawaminthrachinuthit và trường dự bị Nomklao, cô sau đó nhận bằng cử nhân Khoa Mỹ thuật và Ứng dụng Biểu diễn tại Đại học Srinakharinwirot.

## Sự nghiệp
Năm 2009, Baifern tham gia bộ phim đầu tiên là "Ha Hua Chai Hiro", chính thức tiến vào showbiz và ký hợp đồng với Channel 7 (Thái Lan). Năm 2010, cô vào vai nữ chính Nam trong tác phẩm điện ảnh First Love (phim Thái 2010) và trở nên nổi tiếng ở thời điểm đó. Cũng trong năm này, cô đã giành được giải Best Rising Actress (Film) tại lễ trao giải Top lần thứ 11 cho bộ phim này. Năm 2016, đài CH7 của Thái Lan đã đưa ra thông báo rằng hợp đồng giữa cô và đài sẽ hết hạn vào tháng 5. Sau 6 năm đầu quân cho CH7 và không đạt được thành công như mong đợi, Baifern Pimchanok quyết định không gia hạn hợp đồng, kết thúc hợp đồng với công ty vào năm 2016 và chính thức trở thành nghệ sĩ tự do .
Năm 2017, Baifern đã trở lại đầy ngoạn mục với vai diễn Kankaew trong dự án truyền hình Lhong Fai 2017 của Đài One 31, vai diễn giúp cô gây ấn tượng mạnh trong lòng khán giả. Ở giai đoạn này, Baifern cũng được biết đến qua loạt các tác phẩm như: Slam Dance, Cưa đổ nàng ác ma, Beauty Boy...
Đến tháng 3 năm 2019, Baifern Pimchanok với vai nữ chính trong Friend zone - Yêu nhầm bạn thân đã gây sốt màn ảnh rộng Thái Lan với doanh thu hơn 210 triệu baht (153 tỷ đồng). Chưa dừng lại, bộ phim như một "hiện tượng" ở các quốc gia thuộc khu vực Đông Nam Á. Tại thị trường Việt Nam, tác phẩm cũng nhanh chóng phá đảo phòng vé với doanh thu hơn 53 tỷ đồng, vượt mặt Thiên tài bất hảo - trở thành phim Thái có doanh thu cao nhất mọi thời đại tại phòng vé Việt Nam. Tháng 6 năm 2019, cô tiếp tục gây bão khắp màn ảnh nhỏ Thái Lan với vai diễn Nira Kongsawad trong tác phẩm truyền hình Chiếc lá cuốn bay - kể về mỹ nhân chuyển giới trải qua tuổi thơ bất hạnh vì bị bố và cô ruột hắt hủi, sau đó trở lại với thân phận và hình hài mới. Trong Chiếc lá cuốn bay, Baifern chinh phục khán giả nhờ lối diễn phức tạp, mô tả được nhiều lớp tính cách, nhiều góc cạnh của nhân vật, khiến người xem có được góc nhìn chân thực đầy khắc nghiệt về những số phận chuyển giới. Với thành công của vai diễn này, tên tuổi của Baifern nổi tiếng khắp châu Á, trở thành nữ diễn viên được săn đón bậc nhất xứ Chùa Vàng. Năm 2020, sau khi hợp tác với Mario Maurer trong bộ phim First Love (phim Thái 2010), cả hai sẽ được tái hợp trong dự án điện ảnh mới AI Love You  sau 10 năm.
Năm 2021 - 2022, Baifern có 3 dự án truyền hình được phát sóng bao gồm : Sợi dây hoàng lan, Saree yêu dấu, 46 ngày ngày phá nát đám cưới. Trong đó Sợi dây hoàng lan đóng cặp với  Nine Naphat và Saree yêu dấu đóng cùng nam diễn viên Sean Jindachot là 2 bộ phim được khác giả Việt Nam vô cùng đón nhận.

## Đời tư
Ngày 3 tháng 12 năm 2022 tại sự kiện của Nissan Motor Expo 2022, Baifern xác nhận đang trong quá trình tìm hiểu với Nine.
Ngày 8 tháng 5 năm 2023 trong sự kiện Nine và Baifern xuất hiện công khai với tư cách người đại diện nhãn hàng. Cả hai đã thừa nhận với phóng viên là người yêu của nhau và dành cho nhau nhiều cử chỉ quan tâm ngọt ngào.
Ngày 4 tháng 7 năm 2024, thông qua họp báo, Nine xác nhận chia tay Baifern.

## Danh sách các phim tham gia

### Phim điện ảnh
| Năm  | Tiêu đề | Vai diễn                       | Bạn diễn                            |
| 2009 | Power Kids (5 trái tim anh hùng) 5 หัวใจฮีโร่ (RTGS: Ha Hua Chai Hiro)                                                    | Tee Lor Girl Buru              |                                     |
| 2009 | Miss You Again อนึ่ง คิดถึงเป็นอย่างยิ่ง (RTGS: A-nueng Khit Thueng Pen Yang Ying)                                             | Nun                            |                                     |
| 2009 | The Meat Grinder เชือดก่อนชิม (RTGS: Chueat Kon Chim)                                                                     | Nida                           |                                     |
| 2010 | First Love (Crazy Little Thing Called Love) (Mối tình đầu) สิ่งเล็กเล็กที่เรียกว่า...รัก (RTGS: Sing Lek Lek Thi Riak Wa...Rak) | Nam                            | Mario Maurer                        |
| 2010 | BKO: Bangkok Knockout โคตรสู้ โคตรโส (RTGS: Khot Su Khot So)                                                             | Bai-Fern                       |                                     |
| 2011 | Love Summer (Tình hè)                                                                                                  | Kaimook                        | Thanwa Suriyajak                    |
| 2012 | Suddenly It's Magic (Phép màu bất thình lình)                                                                          | Sririta Taylor                 | Mario Maurer                        |
| 2014 | Die A Violent Death 2 ตายโหงตายเฮี้ยน (RTGS: Taihong Taihien)                                                            | Ant                            | Pichaya Nitipaisalkul               |
| 2015 | Cat A Wabb (Mèo mai mối)                                                                                               | Issarawalee Yawapongkul (Meyo) | Arak Amornsupasiri                  |
| 2015 | Alternative 1995 2538 อัลเทอร์มาจีบ (RTGS: 2538 Alter Majib)                                                              | Som                            |                                     |
| 2017 | The Guys | Sukun's sister                 |                                     |
| 2019 | Friend Zone Yêu nhầm bạn thân Friend Zone ระวัง..สิ้นสุดทางเพื่อน                                                            | Gink                           | Naphat Siangsomboon                 |
| 2020 | The Con-Heartist (Lừa đểu gặp lừa đảo) อ้าย..คนหล่อลวง (RTGS: Ay Khon Lo Luwang)                                         | Ina Jitimaim                   | Nadech Kugimiya & Thiti Mahayotaruk |
| 2022 | AI Love You | Lana                           | Mario Maurer                        |

### Phim truyền hình
| Năm       | Tiêu đề                                            | Tên tiếng Việt                               | Vai diễn               | Kênh phát sóng | Bạn diễn                                        |
| 2010      | Wai Puan Guan Lah Fun วัยป่วน ก๊วนล่าฝัน                |                                              | Noina                  | Channel 7      | Theerapat Yamsri                                |
| 2010      | Nak Su Phan Kao Niaw นักสู้พันธุ์ข้าวเหนียว                |                                              | Mali                   | Channel 7      | Tharakade Petchsuksai                           |
| 2010      | Look Khon ลูกโขน,                                   |                                              | Rumthai                | Channel 7      | Saran Sirilak                                   |
| 2011      | Mon Ruk Mae Nam Moon มนต์รักแม่น้ำมูล                   | Chuyện tình bên dòng sông trăng              | Kumlah                 | Channel 7      | Thanwa Suriyajak                                |
| 2011      | Pandin Mahatsajun                                  |                                              | Whan                   | Channel 7      | Sukollawat Kanarot                              |
| 2012      | Arsoon Noy Nai Takieng Kaew อสูรน้อยในตะเกียงแก้ว      | Aladin và cây đèn thần                       | Nannie                 | Channel 7      | Chanapol Satya                                  |
| 2013      | Look Mai Lark See ลูกไม้หลากสี                        | Sợi ren đa sắc                               | Sutapan                | Channel 7      | Boss Tonont                                     |
| 2014      | Khun Pee Tee Ruk                                   | Ông anh đáng yêu                             | Nammon                 | Channel 7      | Saran Sirilak                                   |
| 2016      | Banlang Hong                                       | Ngai vàng của thiên nga                      | Miss Zhou / Jomkwan    | Channel 7      | Pataradet Sa-nguankwamdee                       |
| 2016-2017 | Club Friday The Series 8:: True Love...or Sympathy | Yêu hay thương hại                           | Eye                    | GMM25          | Popetorn Soonthornyanakij                       |
| 2017      | Slam Dance                                         | Đấu trường ước mơ                            | Fang                   | One31 HD       | Chutavuth Pattarakampol                         |
| 2017      | Lhong Fai                                          | Ngọn lửa đam mê                              | Karnkaew               | GMM25          | Pathompong Reonchaidee, Chutavuth Pattarakampol |
| 2018      | Yuttakarn Prab Nang Marn                           | Cưa đổ nàng ác ma                            | Rumpapat               | GMM25          | Sattaphong Phiangphor                           |
| 2018      | Beauty Boy                                         | Những anh chàng đẹp trai                     | Meet                   | CH3 SD         | Sattaphong Phiangphor                           |
| 2019      | Secret Garden                                      | Khu vườn bí mật (Thai ver)                   | Veena                  | True4U         | Ananda Everingham                               |
| 2019      | Bai Mai Tee Pild Plew                              | Chiếc lá cuốn bay                            | Nira Kongsawad         | One31 HD       | Puttichai Kasetsin                              |
| 2019      | The Sand Princess                                  | Nàng công chúa cát                           | Kok Chanipa            | GMM25          | Chutavuth Pattarakampol, Worrawech Danuwong     |
| 2019      | Mahassajan Rak Kham Kradad                         | Chàng Chiến Binh Đáng Yêu                    | Sky                    | True4U         | Oabnithi Wiwattanawarang                        |
| 2021      | 46 Days                                            | 46 ngày phá nát đám cưới                     | Ying Ying              | GMM25          | Chanon Santinatornkul                           |
| 2022      | Sroi Sabunnga                                      | Sợi dây hoàng lan                            | Sroi Sabunnga          | CH3            | Naphat Siangsomboon                             |
| 2022      | The Curse of Saree                                 | Saree yêu dấu                                | Nuannuerkaew           | One31 HD       | Sean Jindachot                                  |
| 2023      | Beauty Newbie                                      | Trái tim không giả tạo / Vẻ đẹp nơi trái tim | Prima Paspimol         | GMMTV          | Metawin Opas-iamkajorn                          |
| 2024      | Thong Prakai Saed                                  | Thiên sứ tội lỗi                             | Thongdee / Thongprakai | One31 HD       | Yuke Songpaisan, Phasut Banyaem                 |
| 2024      | Thicha                                             | Nàng Thicha                                  | Ouyi / Thicha          | One31 HD       | Pachara Chirathivat, Metinee Kingpayom          |

## Sự nghiệp âm nhạc

### Tác phẩm âm nhạc
- Nam Lai (Saliva), Silly Fools
- Rueang Thammada (Ordinary Story), James Ruangsak
- Rao Rak Mae (We Love Mom), RS artists
- 14 Ik Krang (14 Again), Sek Loso
- Jeb Hua Jai (Hurting Heart), Sek Loso
- Phlaeng Phlaeng Ni (This Song), Singharat Chanpakdee (a.k.a. The Star)
- Sing Lek Lek Thi Riak Wa...Rak (A Little Thing Called...Love), Wan Thanakrit
- Wa Wae, The Jukks
- Bala Chu Ba Chu, OST Arsoon Noy Nai Takieng Kaew
- Sai Dtah (Eyesight), OST. Back to The 90s / Alternative 1995
- Sanya Jak Huajai (Promise from the Heart), OST. Banlang Hong
- Jeeb...(May I ?), Namm Ronnadet
- Ja Mee Wun Kong Chun Mai (Will My Day Exist?), OST. Lhong Fai, New-Jiew
- Rao (Us) (2019) - COCKTAIL

### Lồng tiếng
- Hoa Mộc Lan (bản tiếng Thái) (2020) - Mộc Lan

### MC/YouTuber
Trực tuyến YouTube: FERNZONE Channel 
- 19/06/2021: FERNZONE EP.1
- 03/07/2021: FERNZONE EP.2
- 17/07/2021: FERNZONE EP.3
- 31/07/2021: FERNZONE EP.4
- 14/08/2021: FERNZONE EP.5
- 28/08/2021: FERNZONE EP.6
- 11/09/2021: FERNZONE EP.7
- 25/09/2021: FERNZONE EP.8
- 09/10/2021: FERNZONE EP.9
- 23/10/2021: FERNZONE EP.10
- 06/11/2021: FERNZONE EP.11
- 20/11/2021: FERNZONE EP.12
- 04/12/2021: FERNZONE EP.13
- 18/12/2021: FERNZONE EP.14
- 08/01/2022: FERNZONE EP.15
- 22/01/2022: FERNZONE EP.16
- 06/02/2022: FERNZONE EP.17
- 19/02/2022: FERNZONE EP.18
- 05/03/2022: FERNZONE EP.19
- 19/03/2022: FERNZONE EP.20
- 02/04/2022: FERNZONE EP.21
- 16/04/2022: FERNZONE EP.22
- 30/04/2022: FERNZONE EP.23
- 14/05/2022: FERNZONE EP.24
- 28/05/2022: FERNZONE EP.25
- 11/06/2022: FERNZONE EP.26
- 25/06/2022: FERNZONE EP.27
- 09/07/2022: FERNZONE EP.28
- 23/07/2022: FERNZONE EP.29
- 06/08/2022: FERNZONE EP.30

## Quảng cáo/Đại diện thương hiệu
| Năm  | Thương hiệu      | Presenter/TVC Dòng sản phẩm                                   | Hợp tác                                  | Ghi chú |
| 2007 | MK Restaurant    |                                                               |                                          |         |
| 2008 | Pop Teen         | TVC giày học sinh                                             |                                          |         |
| 2008 | Pantene          |                                                               |                                          |         |
| 2011 | Chancha Tee      | TVC Trà sữa Thái                                              |                                          |         |
| 2012 | Eversense        | Cool Powder Eversense                                         | Cùng 2PM                                 |         |
| 2012 | Eversense        | Chic Moist Cologne                                            |                                          |         |
| 2013 | Mistine          | Q Perfect Lip Colors                                          |                                          |         |
| 2014 | Inspired You     | Brightening Snowflake                                         |                                          |         |
| 2015 | Toyota           | Toyota Sure                                                   | Cùng Davika Hoorne (Mai)                 |         |
| 2015 | Pantene          |                                                               |                                          |         |
| 2016 | UNICEF           | A Basket of Hope                                              | Cùng Mario Maurer và Davika Hoorne (Mai) |         |
| 2017 | Siam Paragon     | Tourist Card                                                  |                                          |         |
| 2018 | LYN              | Pink Perfume                                                  |                                          |         |
| 2018 | Pantene          |                                                               |                                          |         |
| 2018 | Mistine          | TVC ở Trung Quốc                                              | Cùng Dan Worrawech                       |         |
| 2018 | Mistine          | Series X Mascara                                              |                                          |         |
| 2018 | MizuMi           | UV Water Defense & Serum                                      |                                          |         |
| 2018 | Sabina           | Sabina Doomm Doomm                                            |                                          |         |
| 2019 | Mistine          | Mistine ColorTwist                                            |                                          |         |
| 2019 | MizuMi           | UV Water Defense & Serum                                      |                                          |         |
| 2019 | MizuMi           | UV Water Defense SPF 50                                       |                                          |         |
| 2019 | Sabina           | Sabina THE ISLANDER                                           |                                          |         |
| 2019 | Sabina           | Sabina Sewingcup Sewingheart                                  |                                          |         |
| 2019 | Twin Lotus       | Dokbuaku Everfresh                                            |                                          |         |
| 2019 | Fujifilm         | X-T30 the Little GIANT                                        |                                          |         |
| 2019 | Fujifilm         | FUJIFILM x FernZone                                           |                                          |         |
| 2019 | Fujifilm         | FUJIFILM X-A7                                                 |                                          |         |
| 2019 | Liên Quân Mobile | Skin Arum - Linh Tượng Vu Nữ Sacred Sentinel Intro Voice Line |                                          |         |
| 2019 | Ing On           | Herbal Soap                                                   |                                          |         |
| 2019 | Vivo             | Vivo S1 Unlock Your Style+Explore Your Style                  |                                          |         |
| 2019 | Lay's            | Potato Crackers Original Thin And Crispy                      |                                          |         |
| 2019 | UNIQLO Thailand  | Winter Collection                                             |                                          |         |
| 2019 | 7-Eleven         | Hot food                                                      | Cùng Paing Takhon                        |         |
| 2019 | PERCY            | PERCY Eyewear x Baifern                                       |                                          |         |
| 2023 | Traveloka        |                                                               |                                          |         |